# جزر الإخوة
جزر الإخوة هي جزيرتين صغيرتين بالبحر الأحمر تقع على مسافة 67 كلم من شاطئ القصير. تضم الجزيرة الكبيرة منارة بُنيت من قبل البريطانيين عام 1883. تقع الجزيرة الصغيرة على بعد كيلو متر (0.6 ميل) جنوب الجزيرة الكبرى.